# Agrostis albicans
Agrostis albicans é uma espécie de gramínea do gênero Agrostis, pertencente à família Poaceae.